# Première partie du match Deep Blue - Kasparov de 1996
Cet article utilise la notation algébrique pour décrire des coups du jeu d'échecs.

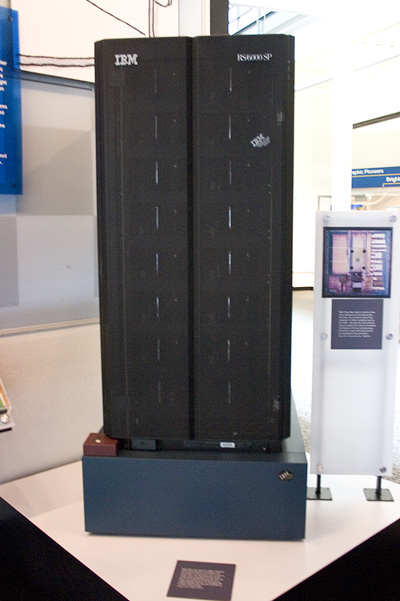
Photographie de Deep Blue

La partie Ordinateur Deep Blue - Garry Kasparov du 10 février 1996 est une partie d'échecs renommée qui a permis pour la première fois à un ordinateur de s'imposer en cadence lente contre un champion du monde de ce jeu. Il s'agissait ici de la 1re partie du 1er match entre l'ordinateur d'IBM et Garry Kasparov.

## Déroulement de la partie
|   | a | b | c | d | e | f | g | h |   |
| 8 | Tour blanche sur case blanche h7 · Dame noire sur case noire f6 · Roi noir sur case noire h6 · Dame blanche sur case blanche d5 · Cavalier blanc sur case noire g5 · Pion noir sur case noire d4 · Pion blanc sur case noire a3 · Pion blanc sur case blanche b3 · Pion noir sur case blanche f3 · Pion blanc sur case noire g3 · Pion blanc sur case blanche h3 · Cavalier noir sur case noire f2 · Roi blanc sur case noire h2 · Tour noire sur case noire e1 | Tour blanche sur case blanche h7 · Dame noire sur case noire f6 · Roi noir sur case noire h6 · Dame blanche sur case blanche d5 · Cavalier blanc sur case noire g5 · Pion noir sur case noire d4 · Pion blanc sur case noire a3 · Pion blanc sur case blanche b3 · Pion noir sur case blanche f3 · Pion blanc sur case noire g3 · Pion blanc sur case blanche h3 · Cavalier noir sur case noire f2 · Roi blanc sur case noire h2 · Tour noire sur case noire e1 | Tour blanche sur case blanche h7 · Dame noire sur case noire f6 · Roi noir sur case noire h6 · Dame blanche sur case blanche d5 · Cavalier blanc sur case noire g5 · Pion noir sur case noire d4 · Pion blanc sur case noire a3 · Pion blanc sur case blanche b3 · Pion noir sur case blanche f3 · Pion blanc sur case noire g3 · Pion blanc sur case blanche h3 · Cavalier noir sur case noire f2 · Roi blanc sur case noire h2 · Tour noire sur case noire e1 | Tour blanche sur case blanche h7 · Dame noire sur case noire f6 · Roi noir sur case noire h6 · Dame blanche sur case blanche d5 · Cavalier blanc sur case noire g5 · Pion noir sur case noire d4 · Pion blanc sur case noire a3 · Pion blanc sur case blanche b3 · Pion noir sur case blanche f3 · Pion blanc sur case noire g3 · Pion blanc sur case blanche h3 · Cavalier noir sur case noire f2 · Roi blanc sur case noire h2 · Tour noire sur case noire e1 | Tour blanche sur case blanche h7 · Dame noire sur case noire f6 · Roi noir sur case noire h6 · Dame blanche sur case blanche d5 · Cavalier blanc sur case noire g5 · Pion noir sur case noire d4 · Pion blanc sur case noire a3 · Pion blanc sur case blanche b3 · Pion noir sur case blanche f3 · Pion blanc sur case noire g3 · Pion blanc sur case blanche h3 · Cavalier noir sur case noire f2 · Roi blanc sur case noire h2 · Tour noire sur case noire e1 | Tour blanche sur case blanche h7 · Dame noire sur case noire f6 · Roi noir sur case noire h6 · Dame blanche sur case blanche d5 · Cavalier blanc sur case noire g5 · Pion noir sur case noire d4 · Pion blanc sur case noire a3 · Pion blanc sur case blanche b3 · Pion noir sur case blanche f3 · Pion blanc sur case noire g3 · Pion blanc sur case blanche h3 · Cavalier noir sur case noire f2 · Roi blanc sur case noire h2 · Tour noire sur case noire e1 | Tour blanche sur case blanche h7 · Dame noire sur case noire f6 · Roi noir sur case noire h6 · Dame blanche sur case blanche d5 · Cavalier blanc sur case noire g5 · Pion noir sur case noire d4 · Pion blanc sur case noire a3 · Pion blanc sur case blanche b3 · Pion noir sur case blanche f3 · Pion blanc sur case noire g3 · Pion blanc sur case blanche h3 · Cavalier noir sur case noire f2 · Roi blanc sur case noire h2 · Tour noire sur case noire e1 | Tour blanche sur case blanche h7 · Dame noire sur case noire f6 · Roi noir sur case noire h6 · Dame blanche sur case blanche d5 · Cavalier blanc sur case noire g5 · Pion noir sur case noire d4 · Pion blanc sur case noire a3 · Pion blanc sur case blanche b3 · Pion noir sur case blanche f3 · Pion blanc sur case noire g3 · Pion blanc sur case blanche h3 · Cavalier noir sur case noire f2 · Roi blanc sur case noire h2 · Tour noire sur case noire e1 | 8 |
| 7 | Tour blanche sur case blanche h7 · Dame noire sur case noire f6 · Roi noir sur case noire h6 · Dame blanche sur case blanche d5 · Cavalier blanc sur case noire g5 · Pion noir sur case noire d4 · Pion blanc sur case noire a3 · Pion blanc sur case blanche b3 · Pion noir sur case blanche f3 · Pion blanc sur case noire g3 · Pion blanc sur case blanche h3 · Cavalier noir sur case noire f2 · Roi blanc sur case noire h2 · Tour noire sur case noire e1 | Tour blanche sur case blanche h7 · Dame noire sur case noire f6 · Roi noir sur case noire h6 · Dame blanche sur case blanche d5 · Cavalier blanc sur case noire g5 · Pion noir sur case noire d4 · Pion blanc sur case noire a3 · Pion blanc sur case blanche b3 · Pion noir sur case blanche f3 · Pion blanc sur case noire g3 · Pion blanc sur case blanche h3 · Cavalier noir sur case noire f2 · Roi blanc sur case noire h2 · Tour noire sur case noire e1 | Tour blanche sur case blanche h7 · Dame noire sur case noire f6 · Roi noir sur case noire h6 · Dame blanche sur case blanche d5 · Cavalier blanc sur case noire g5 · Pion noir sur case noire d4 · Pion blanc sur case noire a3 · Pion blanc sur case blanche b3 · Pion noir sur case blanche f3 · Pion blanc sur case noire g3 · Pion blanc sur case blanche h3 · Cavalier noir sur case noire f2 · Roi blanc sur case noire h2 · Tour noire sur case noire e1 | Tour blanche sur case blanche h7 · Dame noire sur case noire f6 · Roi noir sur case noire h6 · Dame blanche sur case blanche d5 · Cavalier blanc sur case noire g5 · Pion noir sur case noire d4 · Pion blanc sur case noire a3 · Pion blanc sur case blanche b3 · Pion noir sur case blanche f3 · Pion blanc sur case noire g3 · Pion blanc sur case blanche h3 · Cavalier noir sur case noire f2 · Roi blanc sur case noire h2 · Tour noire sur case noire e1 | Tour blanche sur case blanche h7 · Dame noire sur case noire f6 · Roi noir sur case noire h6 · Dame blanche sur case blanche d5 · Cavalier blanc sur case noire g5 · Pion noir sur case noire d4 · Pion blanc sur case noire a3 · Pion blanc sur case blanche b3 · Pion noir sur case blanche f3 · Pion blanc sur case noire g3 · Pion blanc sur case blanche h3 · Cavalier noir sur case noire f2 · Roi blanc sur case noire h2 · Tour noire sur case noire e1 | Tour blanche sur case blanche h7 · Dame noire sur case noire f6 · Roi noir sur case noire h6 · Dame blanche sur case blanche d5 · Cavalier blanc sur case noire g5 · Pion noir sur case noire d4 · Pion blanc sur case noire a3 · Pion blanc sur case blanche b3 · Pion noir sur case blanche f3 · Pion blanc sur case noire g3 · Pion blanc sur case blanche h3 · Cavalier noir sur case noire f2 · Roi blanc sur case noire h2 · Tour noire sur case noire e1 | Tour blanche sur case blanche h7 · Dame noire sur case noire f6 · Roi noir sur case noire h6 · Dame blanche sur case blanche d5 · Cavalier blanc sur case noire g5 · Pion noir sur case noire d4 · Pion blanc sur case noire a3 · Pion blanc sur case blanche b3 · Pion noir sur case blanche f3 · Pion blanc sur case noire g3 · Pion blanc sur case blanche h3 · Cavalier noir sur case noire f2 · Roi blanc sur case noire h2 · Tour noire sur case noire e1 | Tour blanche sur case blanche h7 · Dame noire sur case noire f6 · Roi noir sur case noire h6 · Dame blanche sur case blanche d5 · Cavalier blanc sur case noire g5 · Pion noir sur case noire d4 · Pion blanc sur case noire a3 · Pion blanc sur case blanche b3 · Pion noir sur case blanche f3 · Pion blanc sur case noire g3 · Pion blanc sur case blanche h3 · Cavalier noir sur case noire f2 · Roi blanc sur case noire h2 · Tour noire sur case noire e1 | 7 |
| 6 | Tour blanche sur case blanche h7 · Dame noire sur case noire f6 · Roi noir sur case noire h6 · Dame blanche sur case blanche d5 · Cavalier blanc sur case noire g5 · Pion noir sur case noire d4 · Pion blanc sur case noire a3 · Pion blanc sur case blanche b3 · Pion noir sur case blanche f3 · Pion blanc sur case noire g3 · Pion blanc sur case blanche h3 · Cavalier noir sur case noire f2 · Roi blanc sur case noire h2 · Tour noire sur case noire e1 | Tour blanche sur case blanche h7 · Dame noire sur case noire f6 · Roi noir sur case noire h6 · Dame blanche sur case blanche d5 · Cavalier blanc sur case noire g5 · Pion noir sur case noire d4 · Pion blanc sur case noire a3 · Pion blanc sur case blanche b3 · Pion noir sur case blanche f3 · Pion blanc sur case noire g3 · Pion blanc sur case blanche h3 · Cavalier noir sur case noire f2 · Roi blanc sur case noire h2 · Tour noire sur case noire e1 | Tour blanche sur case blanche h7 · Dame noire sur case noire f6 · Roi noir sur case noire h6 · Dame blanche sur case blanche d5 · Cavalier blanc sur case noire g5 · Pion noir sur case noire d4 · Pion blanc sur case noire a3 · Pion blanc sur case blanche b3 · Pion noir sur case blanche f3 · Pion blanc sur case noire g3 · Pion blanc sur case blanche h3 · Cavalier noir sur case noire f2 · Roi blanc sur case noire h2 · Tour noire sur case noire e1 | Tour blanche sur case blanche h7 · Dame noire sur case noire f6 · Roi noir sur case noire h6 · Dame blanche sur case blanche d5 · Cavalier blanc sur case noire g5 · Pion noir sur case noire d4 · Pion blanc sur case noire a3 · Pion blanc sur case blanche b3 · Pion noir sur case blanche f3 · Pion blanc sur case noire g3 · Pion blanc sur case blanche h3 · Cavalier noir sur case noire f2 · Roi blanc sur case noire h2 · Tour noire sur case noire e1 | Tour blanche sur case blanche h7 · Dame noire sur case noire f6 · Roi noir sur case noire h6 · Dame blanche sur case blanche d5 · Cavalier blanc sur case noire g5 · Pion noir sur case noire d4 · Pion blanc sur case noire a3 · Pion blanc sur case blanche b3 · Pion noir sur case blanche f3 · Pion blanc sur case noire g3 · Pion blanc sur case blanche h3 · Cavalier noir sur case noire f2 · Roi blanc sur case noire h2 · Tour noire sur case noire e1 | Tour blanche sur case blanche h7 · Dame noire sur case noire f6 · Roi noir sur case noire h6 · Dame blanche sur case blanche d5 · Cavalier blanc sur case noire g5 · Pion noir sur case noire d4 · Pion blanc sur case noire a3 · Pion blanc sur case blanche b3 · Pion noir sur case blanche f3 · Pion blanc sur case noire g3 · Pion blanc sur case blanche h3 · Cavalier noir sur case noire f2 · Roi blanc sur case noire h2 · Tour noire sur case noire e1 | Tour blanche sur case blanche h7 · Dame noire sur case noire f6 · Roi noir sur case noire h6 · Dame blanche sur case blanche d5 · Cavalier blanc sur case noire g5 · Pion noir sur case noire d4 · Pion blanc sur case noire a3 · Pion blanc sur case blanche b3 · Pion noir sur case blanche f3 · Pion blanc sur case noire g3 · Pion blanc sur case blanche h3 · Cavalier noir sur case noire f2 · Roi blanc sur case noire h2 · Tour noire sur case noire e1 | Tour blanche sur case blanche h7 · Dame noire sur case noire f6 · Roi noir sur case noire h6 · Dame blanche sur case blanche d5 · Cavalier blanc sur case noire g5 · Pion noir sur case noire d4 · Pion blanc sur case noire a3 · Pion blanc sur case blanche b3 · Pion noir sur case blanche f3 · Pion blanc sur case noire g3 · Pion blanc sur case blanche h3 · Cavalier noir sur case noire f2 · Roi blanc sur case noire h2 · Tour noire sur case noire e1 | 6 |
| 5 | Tour blanche sur case blanche h7 · Dame noire sur case noire f6 · Roi noir sur case noire h6 · Dame blanche sur case blanche d5 · Cavalier blanc sur case noire g5 · Pion noir sur case noire d4 · Pion blanc sur case noire a3 · Pion blanc sur case blanche b3 · Pion noir sur case blanche f3 · Pion blanc sur case noire g3 · Pion blanc sur case blanche h3 · Cavalier noir sur case noire f2 · Roi blanc sur case noire h2 · Tour noire sur case noire e1 | Tour blanche sur case blanche h7 · Dame noire sur case noire f6 · Roi noir sur case noire h6 · Dame blanche sur case blanche d5 · Cavalier blanc sur case noire g5 · Pion noir sur case noire d4 · Pion blanc sur case noire a3 · Pion blanc sur case blanche b3 · Pion noir sur case blanche f3 · Pion blanc sur case noire g3 · Pion blanc sur case blanche h3 · Cavalier noir sur case noire f2 · Roi blanc sur case noire h2 · Tour noire sur case noire e1 | Tour blanche sur case blanche h7 · Dame noire sur case noire f6 · Roi noir sur case noire h6 · Dame blanche sur case blanche d5 · Cavalier blanc sur case noire g5 · Pion noir sur case noire d4 · Pion blanc sur case noire a3 · Pion blanc sur case blanche b3 · Pion noir sur case blanche f3 · Pion blanc sur case noire g3 · Pion blanc sur case blanche h3 · Cavalier noir sur case noire f2 · Roi blanc sur case noire h2 · Tour noire sur case noire e1 | Tour blanche sur case blanche h7 · Dame noire sur case noire f6 · Roi noir sur case noire h6 · Dame blanche sur case blanche d5 · Cavalier blanc sur case noire g5 · Pion noir sur case noire d4 · Pion blanc sur case noire a3 · Pion blanc sur case blanche b3 · Pion noir sur case blanche f3 · Pion blanc sur case noire g3 · Pion blanc sur case blanche h3 · Cavalier noir sur case noire f2 · Roi blanc sur case noire h2 · Tour noire sur case noire e1 | Tour blanche sur case blanche h7 · Dame noire sur case noire f6 · Roi noir sur case noire h6 · Dame blanche sur case blanche d5 · Cavalier blanc sur case noire g5 · Pion noir sur case noire d4 · Pion blanc sur case noire a3 · Pion blanc sur case blanche b3 · Pion noir sur case blanche f3 · Pion blanc sur case noire g3 · Pion blanc sur case blanche h3 · Cavalier noir sur case noire f2 · Roi blanc sur case noire h2 · Tour noire sur case noire e1 | Tour blanche sur case blanche h7 · Dame noire sur case noire f6 · Roi noir sur case noire h6 · Dame blanche sur case blanche d5 · Cavalier blanc sur case noire g5 · Pion noir sur case noire d4 · Pion blanc sur case noire a3 · Pion blanc sur case blanche b3 · Pion noir sur case blanche f3 · Pion blanc sur case noire g3 · Pion blanc sur case blanche h3 · Cavalier noir sur case noire f2 · Roi blanc sur case noire h2 · Tour noire sur case noire e1 | Tour blanche sur case blanche h7 · Dame noire sur case noire f6 · Roi noir sur case noire h6 · Dame blanche sur case blanche d5 · Cavalier blanc sur case noire g5 · Pion noir sur case noire d4 · Pion blanc sur case noire a3 · Pion blanc sur case blanche b3 · Pion noir sur case blanche f3 · Pion blanc sur case noire g3 · Pion blanc sur case blanche h3 · Cavalier noir sur case noire f2 · Roi blanc sur case noire h2 · Tour noire sur case noire e1 | Tour blanche sur case blanche h7 · Dame noire sur case noire f6 · Roi noir sur case noire h6 · Dame blanche sur case blanche d5 · Cavalier blanc sur case noire g5 · Pion noir sur case noire d4 · Pion blanc sur case noire a3 · Pion blanc sur case blanche b3 · Pion noir sur case blanche f3 · Pion blanc sur case noire g3 · Pion blanc sur case blanche h3 · Cavalier noir sur case noire f2 · Roi blanc sur case noire h2 · Tour noire sur case noire e1 | 5 |
| 4 | Tour blanche sur case blanche h7 · Dame noire sur case noire f6 · Roi noir sur case noire h6 · Dame blanche sur case blanche d5 · Cavalier blanc sur case noire g5 · Pion noir sur case noire d4 · Pion blanc sur case noire a3 · Pion blanc sur case blanche b3 · Pion noir sur case blanche f3 · Pion blanc sur case noire g3 · Pion blanc sur case blanche h3 · Cavalier noir sur case noire f2 · Roi blanc sur case noire h2 · Tour noire sur case noire e1 | Tour blanche sur case blanche h7 · Dame noire sur case noire f6 · Roi noir sur case noire h6 · Dame blanche sur case blanche d5 · Cavalier blanc sur case noire g5 · Pion noir sur case noire d4 · Pion blanc sur case noire a3 · Pion blanc sur case blanche b3 · Pion noir sur case blanche f3 · Pion blanc sur case noire g3 · Pion blanc sur case blanche h3 · Cavalier noir sur case noire f2 · Roi blanc sur case noire h2 · Tour noire sur case noire e1 | Tour blanche sur case blanche h7 · Dame noire sur case noire f6 · Roi noir sur case noire h6 · Dame blanche sur case blanche d5 · Cavalier blanc sur case noire g5 · Pion noir sur case noire d4 · Pion blanc sur case noire a3 · Pion blanc sur case blanche b3 · Pion noir sur case blanche f3 · Pion blanc sur case noire g3 · Pion blanc sur case blanche h3 · Cavalier noir sur case noire f2 · Roi blanc sur case noire h2 · Tour noire sur case noire e1 | Tour blanche sur case blanche h7 · Dame noire sur case noire f6 · Roi noir sur case noire h6 · Dame blanche sur case blanche d5 · Cavalier blanc sur case noire g5 · Pion noir sur case noire d4 · Pion blanc sur case noire a3 · Pion blanc sur case blanche b3 · Pion noir sur case blanche f3 · Pion blanc sur case noire g3 · Pion blanc sur case blanche h3 · Cavalier noir sur case noire f2 · Roi blanc sur case noire h2 · Tour noire sur case noire e1 | Tour blanche sur case blanche h7 · Dame noire sur case noire f6 · Roi noir sur case noire h6 · Dame blanche sur case blanche d5 · Cavalier blanc sur case noire g5 · Pion noir sur case noire d4 · Pion blanc sur case noire a3 · Pion blanc sur case blanche b3 · Pion noir sur case blanche f3 · Pion blanc sur case noire g3 · Pion blanc sur case blanche h3 · Cavalier noir sur case noire f2 · Roi blanc sur case noire h2 · Tour noire sur case noire e1 | Tour blanche sur case blanche h7 · Dame noire sur case noire f6 · Roi noir sur case noire h6 · Dame blanche sur case blanche d5 · Cavalier blanc sur case noire g5 · Pion noir sur case noire d4 · Pion blanc sur case noire a3 · Pion blanc sur case blanche b3 · Pion noir sur case blanche f3 · Pion blanc sur case noire g3 · Pion blanc sur case blanche h3 · Cavalier noir sur case noire f2 · Roi blanc sur case noire h2 · Tour noire sur case noire e1 | Tour blanche sur case blanche h7 · Dame noire sur case noire f6 · Roi noir sur case noire h6 · Dame blanche sur case blanche d5 · Cavalier blanc sur case noire g5 · Pion noir sur case noire d4 · Pion blanc sur case noire a3 · Pion blanc sur case blanche b3 · Pion noir sur case blanche f3 · Pion blanc sur case noire g3 · Pion blanc sur case blanche h3 · Cavalier noir sur case noire f2 · Roi blanc sur case noire h2 · Tour noire sur case noire e1 | Tour blanche sur case blanche h7 · Dame noire sur case noire f6 · Roi noir sur case noire h6 · Dame blanche sur case blanche d5 · Cavalier blanc sur case noire g5 · Pion noir sur case noire d4 · Pion blanc sur case noire a3 · Pion blanc sur case blanche b3 · Pion noir sur case blanche f3 · Pion blanc sur case noire g3 · Pion blanc sur case blanche h3 · Cavalier noir sur case noire f2 · Roi blanc sur case noire h2 · Tour noire sur case noire e1 | 4 |
| 3 | Tour blanche sur case blanche h7 · Dame noire sur case noire f6 · Roi noir sur case noire h6 · Dame blanche sur case blanche d5 · Cavalier blanc sur case noire g5 · Pion noir sur case noire d4 · Pion blanc sur case noire a3 · Pion blanc sur case blanche b3 · Pion noir sur case blanche f3 · Pion blanc sur case noire g3 · Pion blanc sur case blanche h3 · Cavalier noir sur case noire f2 · Roi blanc sur case noire h2 · Tour noire sur case noire e1 | Tour blanche sur case blanche h7 · Dame noire sur case noire f6 · Roi noir sur case noire h6 · Dame blanche sur case blanche d5 · Cavalier blanc sur case noire g5 · Pion noir sur case noire d4 · Pion blanc sur case noire a3 · Pion blanc sur case blanche b3 · Pion noir sur case blanche f3 · Pion blanc sur case noire g3 · Pion blanc sur case blanche h3 · Cavalier noir sur case noire f2 · Roi blanc sur case noire h2 · Tour noire sur case noire e1 | Tour blanche sur case blanche h7 · Dame noire sur case noire f6 · Roi noir sur case noire h6 · Dame blanche sur case blanche d5 · Cavalier blanc sur case noire g5 · Pion noir sur case noire d4 · Pion blanc sur case noire a3 · Pion blanc sur case blanche b3 · Pion noir sur case blanche f3 · Pion blanc sur case noire g3 · Pion blanc sur case blanche h3 · Cavalier noir sur case noire f2 · Roi blanc sur case noire h2 · Tour noire sur case noire e1 | Tour blanche sur case blanche h7 · Dame noire sur case noire f6 · Roi noir sur case noire h6 · Dame blanche sur case blanche d5 · Cavalier blanc sur case noire g5 · Pion noir sur case noire d4 · Pion blanc sur case noire a3 · Pion blanc sur case blanche b3 · Pion noir sur case blanche f3 · Pion blanc sur case noire g3 · Pion blanc sur case blanche h3 · Cavalier noir sur case noire f2 · Roi blanc sur case noire h2 · Tour noire sur case noire e1 | Tour blanche sur case blanche h7 · Dame noire sur case noire f6 · Roi noir sur case noire h6 · Dame blanche sur case blanche d5 · Cavalier blanc sur case noire g5 · Pion noir sur case noire d4 · Pion blanc sur case noire a3 · Pion blanc sur case blanche b3 · Pion noir sur case blanche f3 · Pion blanc sur case noire g3 · Pion blanc sur case blanche h3 · Cavalier noir sur case noire f2 · Roi blanc sur case noire h2 · Tour noire sur case noire e1 | Tour blanche sur case blanche h7 · Dame noire sur case noire f6 · Roi noir sur case noire h6 · Dame blanche sur case blanche d5 · Cavalier blanc sur case noire g5 · Pion noir sur case noire d4 · Pion blanc sur case noire a3 · Pion blanc sur case blanche b3 · Pion noir sur case blanche f3 · Pion blanc sur case noire g3 · Pion blanc sur case blanche h3 · Cavalier noir sur case noire f2 · Roi blanc sur case noire h2 · Tour noire sur case noire e1 | Tour blanche sur case blanche h7 · Dame noire sur case noire f6 · Roi noir sur case noire h6 · Dame blanche sur case blanche d5 · Cavalier blanc sur case noire g5 · Pion noir sur case noire d4 · Pion blanc sur case noire a3 · Pion blanc sur case blanche b3 · Pion noir sur case blanche f3 · Pion blanc sur case noire g3 · Pion blanc sur case blanche h3 · Cavalier noir sur case noire f2 · Roi blanc sur case noire h2 · Tour noire sur case noire e1 | Tour blanche sur case blanche h7 · Dame noire sur case noire f6 · Roi noir sur case noire h6 · Dame blanche sur case blanche d5 · Cavalier blanc sur case noire g5 · Pion noir sur case noire d4 · Pion blanc sur case noire a3 · Pion blanc sur case blanche b3 · Pion noir sur case blanche f3 · Pion blanc sur case noire g3 · Pion blanc sur case blanche h3 · Cavalier noir sur case noire f2 · Roi blanc sur case noire h2 · Tour noire sur case noire e1 | 3 |
| 2 | Tour blanche sur case blanche h7 · Dame noire sur case noire f6 · Roi noir sur case noire h6 · Dame blanche sur case blanche d5 · Cavalier blanc sur case noire g5 · Pion noir sur case noire d4 · Pion blanc sur case noire a3 · Pion blanc sur case blanche b3 · Pion noir sur case blanche f3 · Pion blanc sur case noire g3 · Pion blanc sur case blanche h3 · Cavalier noir sur case noire f2 · Roi blanc sur case noire h2 · Tour noire sur case noire e1 | Tour blanche sur case blanche h7 · Dame noire sur case noire f6 · Roi noir sur case noire h6 · Dame blanche sur case blanche d5 · Cavalier blanc sur case noire g5 · Pion noir sur case noire d4 · Pion blanc sur case noire a3 · Pion blanc sur case blanche b3 · Pion noir sur case blanche f3 · Pion blanc sur case noire g3 · Pion blanc sur case blanche h3 · Cavalier noir sur case noire f2 · Roi blanc sur case noire h2 · Tour noire sur case noire e1 | Tour blanche sur case blanche h7 · Dame noire sur case noire f6 · Roi noir sur case noire h6 · Dame blanche sur case blanche d5 · Cavalier blanc sur case noire g5 · Pion noir sur case noire d4 · Pion blanc sur case noire a3 · Pion blanc sur case blanche b3 · Pion noir sur case blanche f3 · Pion blanc sur case noire g3 · Pion blanc sur case blanche h3 · Cavalier noir sur case noire f2 · Roi blanc sur case noire h2 · Tour noire sur case noire e1 | Tour blanche sur case blanche h7 · Dame noire sur case noire f6 · Roi noir sur case noire h6 · Dame blanche sur case blanche d5 · Cavalier blanc sur case noire g5 · Pion noir sur case noire d4 · Pion blanc sur case noire a3 · Pion blanc sur case blanche b3 · Pion noir sur case blanche f3 · Pion blanc sur case noire g3 · Pion blanc sur case blanche h3 · Cavalier noir sur case noire f2 · Roi blanc sur case noire h2 · Tour noire sur case noire e1 | Tour blanche sur case blanche h7 · Dame noire sur case noire f6 · Roi noir sur case noire h6 · Dame blanche sur case blanche d5 · Cavalier blanc sur case noire g5 · Pion noir sur case noire d4 · Pion blanc sur case noire a3 · Pion blanc sur case blanche b3 · Pion noir sur case blanche f3 · Pion blanc sur case noire g3 · Pion blanc sur case blanche h3 · Cavalier noir sur case noire f2 · Roi blanc sur case noire h2 · Tour noire sur case noire e1 | Tour blanche sur case blanche h7 · Dame noire sur case noire f6 · Roi noir sur case noire h6 · Dame blanche sur case blanche d5 · Cavalier blanc sur case noire g5 · Pion noir sur case noire d4 · Pion blanc sur case noire a3 · Pion blanc sur case blanche b3 · Pion noir sur case blanche f3 · Pion blanc sur case noire g3 · Pion blanc sur case blanche h3 · Cavalier noir sur case noire f2 · Roi blanc sur case noire h2 · Tour noire sur case noire e1 | Tour blanche sur case blanche h7 · Dame noire sur case noire f6 · Roi noir sur case noire h6 · Dame blanche sur case blanche d5 · Cavalier blanc sur case noire g5 · Pion noir sur case noire d4 · Pion blanc sur case noire a3 · Pion blanc sur case blanche b3 · Pion noir sur case blanche f3 · Pion blanc sur case noire g3 · Pion blanc sur case blanche h3 · Cavalier noir sur case noire f2 · Roi blanc sur case noire h2 · Tour noire sur case noire e1 | Tour blanche sur case blanche h7 · Dame noire sur case noire f6 · Roi noir sur case noire h6 · Dame blanche sur case blanche d5 · Cavalier blanc sur case noire g5 · Pion noir sur case noire d4 · Pion blanc sur case noire a3 · Pion blanc sur case blanche b3 · Pion noir sur case blanche f3 · Pion blanc sur case noire g3 · Pion blanc sur case blanche h3 · Cavalier noir sur case noire f2 · Roi blanc sur case noire h2 · Tour noire sur case noire e1 | 2 |
| 1 | Tour blanche sur case blanche h7 · Dame noire sur case noire f6 · Roi noir sur case noire h6 · Dame blanche sur case blanche d5 · Cavalier blanc sur case noire g5 · Pion noir sur case noire d4 · Pion blanc sur case noire a3 · Pion blanc sur case blanche b3 · Pion noir sur case blanche f3 · Pion blanc sur case noire g3 · Pion blanc sur case blanche h3 · Cavalier noir sur case noire f2 · Roi blanc sur case noire h2 · Tour noire sur case noire e1 | Tour blanche sur case blanche h7 · Dame noire sur case noire f6 · Roi noir sur case noire h6 · Dame blanche sur case blanche d5 · Cavalier blanc sur case noire g5 · Pion noir sur case noire d4 · Pion blanc sur case noire a3 · Pion blanc sur case blanche b3 · Pion noir sur case blanche f3 · Pion blanc sur case noire g3 · Pion blanc sur case blanche h3 · Cavalier noir sur case noire f2 · Roi blanc sur case noire h2 · Tour noire sur case noire e1 | Tour blanche sur case blanche h7 · Dame noire sur case noire f6 · Roi noir sur case noire h6 · Dame blanche sur case blanche d5 · Cavalier blanc sur case noire g5 · Pion noir sur case noire d4 · Pion blanc sur case noire a3 · Pion blanc sur case blanche b3 · Pion noir sur case blanche f3 · Pion blanc sur case noire g3 · Pion blanc sur case blanche h3 · Cavalier noir sur case noire f2 · Roi blanc sur case noire h2 · Tour noire sur case noire e1 | Tour blanche sur case blanche h7 · Dame noire sur case noire f6 · Roi noir sur case noire h6 · Dame blanche sur case blanche d5 · Cavalier blanc sur case noire g5 · Pion noir sur case noire d4 · Pion blanc sur case noire a3 · Pion blanc sur case blanche b3 · Pion noir sur case blanche f3 · Pion blanc sur case noire g3 · Pion blanc sur case blanche h3 · Cavalier noir sur case noire f2 · Roi blanc sur case noire h2 · Tour noire sur case noire e1 | Tour blanche sur case blanche h7 · Dame noire sur case noire f6 · Roi noir sur case noire h6 · Dame blanche sur case blanche d5 · Cavalier blanc sur case noire g5 · Pion noir sur case noire d4 · Pion blanc sur case noire a3 · Pion blanc sur case blanche b3 · Pion noir sur case blanche f3 · Pion blanc sur case noire g3 · Pion blanc sur case blanche h3 · Cavalier noir sur case noire f2 · Roi blanc sur case noire h2 · Tour noire sur case noire e1 | Tour blanche sur case blanche h7 · Dame noire sur case noire f6 · Roi noir sur case noire h6 · Dame blanche sur case blanche d5 · Cavalier blanc sur case noire g5 · Pion noir sur case noire d4 · Pion blanc sur case noire a3 · Pion blanc sur case blanche b3 · Pion noir sur case blanche f3 · Pion blanc sur case noire g3 · Pion blanc sur case blanche h3 · Cavalier noir sur case noire f2 · Roi blanc sur case noire h2 · Tour noire sur case noire e1 | Tour blanche sur case blanche h7 · Dame noire sur case noire f6 · Roi noir sur case noire h6 · Dame blanche sur case blanche d5 · Cavalier blanc sur case noire g5 · Pion noir sur case noire d4 · Pion blanc sur case noire a3 · Pion blanc sur case blanche b3 · Pion noir sur case blanche f3 · Pion blanc sur case noire g3 · Pion blanc sur case blanche h3 · Cavalier noir sur case noire f2 · Roi blanc sur case noire h2 · Tour noire sur case noire e1 | Tour blanche sur case blanche h7 · Dame noire sur case noire f6 · Roi noir sur case noire h6 · Dame blanche sur case blanche d5 · Cavalier blanc sur case noire g5 · Pion noir sur case noire d4 · Pion blanc sur case noire a3 · Pion blanc sur case blanche b3 · Pion noir sur case blanche f3 · Pion blanc sur case noire g3 · Pion blanc sur case blanche h3 · Cavalier noir sur case noire f2 · Roi blanc sur case noire h2 · Tour noire sur case noire e1 | 1 |
|   | a | b | c | d | e | f | g | h |   |

1. e4 c5 2. c3 d5 3. exd5 Dxd5 4. d4 Cf6 5. Cf3 Fg4 6. Fe2 e6 7. h3 Fh5 8. 0-0 Cc6 9. Fe3 cxd4 10. cxd4 Fb4 11. a3 Fa5 12. Cc3 Dd6 13. Cb5 De7 14. Ce5 Fxe2 15. Dxe2 0-0 16. Tac1 Tac8 17. Fg5 Fb6 18. Fxf6 gxf6 19. Cc4  Tfd8 20. Cxb6 axb6 21. Tfd1 f5 22. De3 Df6 23. d5 Txd5 24. Txd5 exd5 25. b3 Rh8 26. Dxb6 Tg8 27. Dc5 d4 28. Cd6 f4 29. Cxb7 Ce5 30. Dd5 f3 31. g3 Cd3 32. Tc7 Te8 33. Cd6 Te1+ 34. Rh2 Cxf2 35. Cxf7+ Rg7 36. Cg5+ Rh6 37. Txh7+   1-0.
Après 37.... Rg6 ; 38. Dg8 + Rf5 ; 39. Cxf3, les Blancs menacent Cxe1 et Tf7.